# Territorialprälatur Isabela

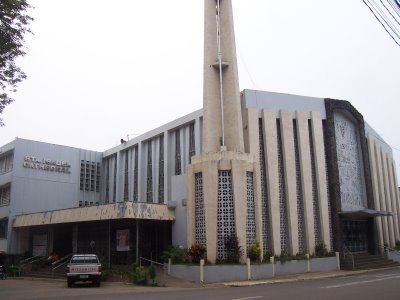
Cathedral of St. Elizabeth of Portugal

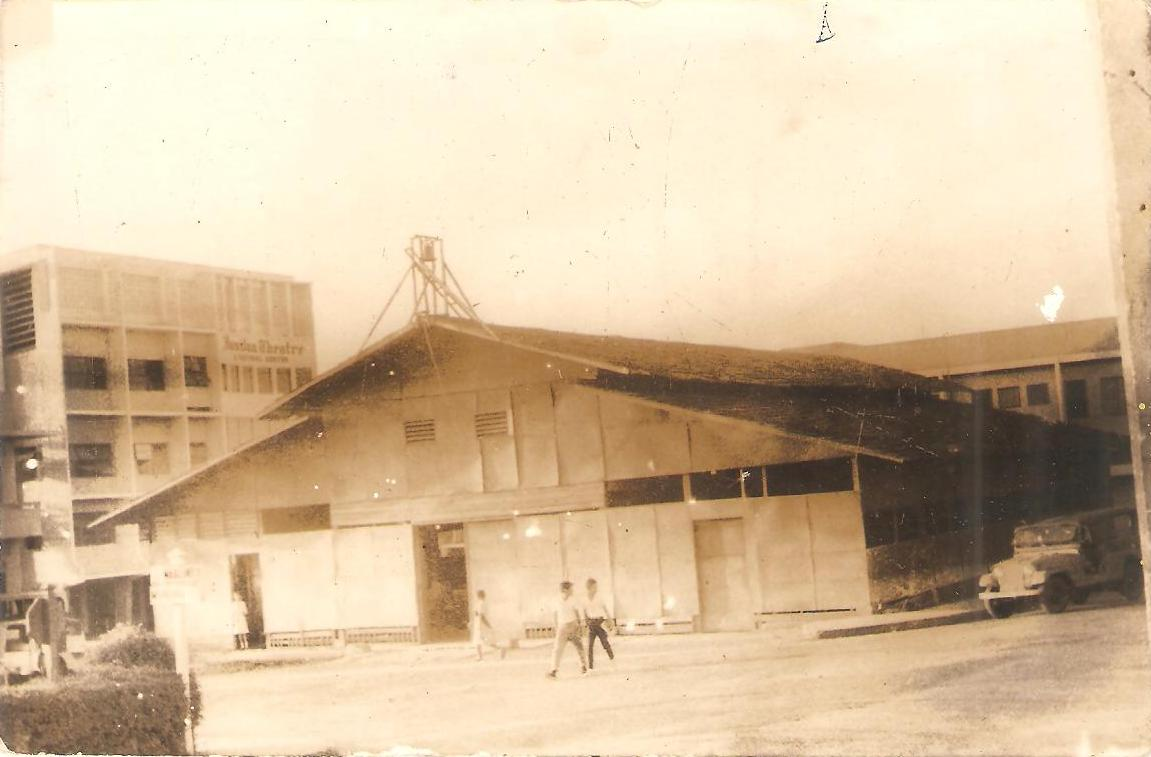
Die historische Kathedrale Sant’Isabella in der Nachkriegszeit

Die Territorialprälatur Isabela (lat.: Praelatura Territorialis Isabellapolitana) ist eine römisch-katholische Territorialprälatur mit Sitz in Isabela City auf der Insel Basilan der Philippinen. 
Papst Paul VI. gründete mit der Bulle Providens Dei  am 12. Oktober 1963 die Territorialprälatur Isabela aus Gebietsabtretungen des Erzbistums Zamboanga und unterstellte es diesen als Suffraganbistum. Es umfasst die Provinz Basilan.

## Prälaten von Isabela
- José María Querejeta Mendizábal CMF (24. Oktober 1963 – 28. Januar 1989, zurückgetreten)
- Romulo Tolentino de la Cruz (28. Januar 1989 – 8. Januar 2001, dann Koadjutorbischof von San Jose de Antique)
- Martin Jumoad (21. November 2001–4. Oktober 2016, dann Erzbischof von Ozamis)
- Leo Dalmao CMF (seit 25. März 2019)